# 黑色九月组织
黑色九月组织（羅馬化：Munaẓẓamat Aylūl al-aswad）是巴勒斯坦的一個激进派军事组织。該組織策划实施過多起恐怖活动，如慕尼黑惨案。
1960年代後半，以约旦为据点的巴勒斯坦解放组织因試圖刺殺约旦国王胡赛因未遂，國王于1970年9月下令将巴解武力驱逐。由此引发了约旦内战。內戰「黑色九月事件」中，巴解成员多被杀害，剩余成员被迫转移据点至黎巴嫩贝鲁特。内战对巴解造成重大打击，并由此视胡赛因国王为叛徒，对其强烈反抗。此後，在黎巴嫩开始活動的巴解最大派别法塔赫，因对以色列斗争的失利，结成了秘密恐怖组织，即黑色九月。
黑色九月曾經於第20屆夏季奧運會發動了慕尼黑惨案，震惊世界，以色列代表团11名運動員遭杀害。以色列情報特務局（簡稱摩薩德）对黑色九月幕后成员展開严厉报复，即上帝之怒行動。

## 黑色九月组织参与的恐怖事件
- 1971年11月28日 – 暗杀了访问开罗的约旦首相瓦希菲·阿尔·达尔。
- 1971年12月 - 约旦王国駐英国大使、约旦法院原院长、策伊德·阿尔·立法伊暗殺未遂。
- 1972年2月 - 破壞西德電力設施、荷兰燃气設施。
- 1972年5月 - 劫持维也纳比利時航空571航班。此后以色列特种部隊突袭将大部分人質救出。
- 1972年9月5日 - 德国慕尼黑舉行第20屆奥林匹克運動会期間，武裝入侵奥运村將以色列代表团選手及教练合計11名挾持為人質，之後將他們殺害。